# Física térmica

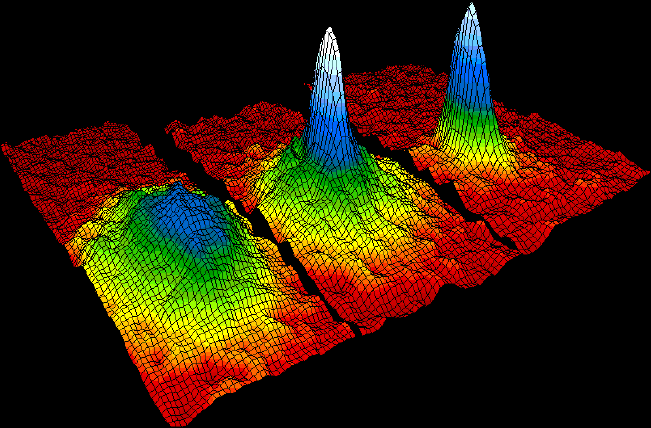
Condensado de Bose Einstein.

La física térmica es el estudio combinado de la termodinámica, la mecánica estadística y la teoría cinética de los gases. Para los estudiantes de física, este tópico global se diseña típicamente para proveer una introducción general a cada uno de estos tres temas centrales relacionados con el calor. Sin embargo, otros autores definen también a la física térmica de manera holgada como la suma de solamente la termodinámica y la mecánica estadística.